# Juan Carlos Oleniak
Juan Carlos Oleniak (* 4. März 1942 in Buenos Aires) ist ein ehemaliger argentinischer Fußballspieler. Er war in Argentinien, Chile und Mexiko aktiv und nahm mit der Nationalmannschaft seines Heimatlandes an der Fußball-Weltmeisterschaft 1962 teil.

## Karriere

### Vereinskarriere
Juan Carlos Oleniak begann seine fußballerische Laufbahn mit achtzehn Jahren in der Profimannschaft des Racing Club, einem der beiden großen Vereine des bonarenser Vorortes Partido Avellaneda. Im Trikot des Racing Clubs, wo er unter anderem mit anderen argentinischen Fußballgrößen der damaligen Zeit wie etwa Roberto Perfumo, Rubén Héctor Sosa oder Omar Corbatta zusammen spielte, agierte Juan Carlos Oleniak von 1960 bis 1964 mit einer einjährigen Unterbrechung durch ein Engagement bei den Argentinos Juniors im Jahre 1962. Für den Racing Club kam Oleniak zu 44 Ligaspielen in der Primera División, in denen ihm vier Tore gelangen. 1961 gewann er seine erste und auch einzige argentinische Meisterschaft, als der Racing Club in der Endtabelle der Primera División den ersten Platz mit sieben Punkten Vorsprung auf CA San Lorenzo de Almagro belegte. Dieser Erfolg sollte der einzige seiner Art für Juan Carlos Oleniak beim Racing Club bleiben, er verließ den Verein und auch Argentinien 1964 in Richtung Chile, wo er sich CF Universidad de Chile anschloss. Zwischen 1965 und 1968 kam Oleniak, der auf der Position eines Angreifers zu finden war, auf 51 Einsätze im chilenischen Ligabetrieb, wobei 26 Treffer zu Buche standen. Zweimal wurde Oleniak mit Universidad de Chile Meister, in der Saison 1965 siegte man mit sechs Zählern vor CD Universidad Católica, zwei Jahre darauf mit zwölf Punkten vor eben jenen. Ein Jahr nach der zweiten Meisterschaft mit Universidad de Chile wechselte Juan Carlos Oleniak den Verein und ging zu den Santiago Wanderers, ebenfalls aus Santiago de Chile. 1968 schaffte er mit dem kleineren Fußballclub eine Überraschung und gewann die erst zweite Meisterschaft der Vereinsgeschichte. Die folgenden Jahre verliefen dann nicht mehr so erfolgreich und Oleniak wechselte zur Saison 1971 nach Mexiko zu CD Veracruz und ein Jahr später zurück in seine Heimat nach Mendoza zu AC San Martín, wo er 1972 seine aktive Karriere beendete.

### Nationalmannschaft
Juan Carlos Oleniak wurde insgesamt dreimal in der argentinischen Fußballnationalmannschaft eingesetzt. All diese Länderspiele beliefen sich auf das Jahr 1962, als er, gerade bei den Argentinos Juniors unter Vertrag stehend, von Nationaltrainer Juan Carlos Lorenzo in den Kader für die Fußball-Weltmeisterschaft in Chile berufen wurde. Bei dem Turnier wurde er in zwei Spielen eingesetzt, ein Torerfolg blieb ihm wie in allen seinen Länderspielen verwehrt. Nachdem Oleniak das erste Gruppenspiel, den 1:0-Erfolg gegen Bulgarien, verpasst hatte, wurde er von Lorenzo in den beiden weiteren Gruppenspielen eingesetzt. Sowohl beim 1:3 gegen England als auch beim 0:0 gegen Ungarn konnte Oleniak keine Impulse setzen, die ein Weiterkommen der argentinischen Mannschaft ermöglicht hätten.